# Trio (együttes)
A Trio egy német új hullám együttes. 1979-től 1986-ig voltak aktívak.

## Története
1979-ben alakultak meg Großenknetenben. 1980-tól Trio a nevük. Első albumuk, a Trio 1981-ben jelent meg. 1982-ben jelent meg a "Da Da Da" című dal, amely az együttes legsikeresebb munkája. A dalhoz videóklip is készült. 1985-ben még filmeztek is, 1986-ban azonban feloszlottak. 2004-ben még szó volt egy koncertről, de a tervezett fellépés elmaradt. Krawinkel 2014-ben, Behrens 2016-ban elhunyt.

## Tagok
- Stephan Remmler – ének, szintetizátor
- Gert Krawinkel – gitár
- Peter Behrens – dobok

## Diszkográfia

### Stúdióalbumok
- Trio (1981)
- Live im Frühjahr '82 (1982)
- Bye Bye (1983)
- Trio And Error (1983)
- Whats The Password (1985)